# Калансія
Калансія (араб. قلنسية) — містечко у Ємені, адміністративний центр мудірії Калансія і Абд-ель-Курі та другий за чисельністю населений пункт острова Сокотра.

## Географія
Розташоване у південно-східній частині Ємену, на північному заході острова Сокотра, у мугафазі Сокотра, адміністративний центр мудірії Калансія і Абд-ель-Курі.

## Клімат
Клімат тропічний пустельний та напівпустельний.
| Кліматограма Калансії                                                                 | Кліматограма Калансії | Кліматограма Калансії | Кліматограма Калансії | Кліматограма Калансії | Кліматограма Калансії | Кліматограма Калансії | Кліматограма Калансії | Кліматограма Калансії | Кліматограма Калансії | Кліматограма Калансії | Кліматограма Калансії |
| ------------------------------------------------------------------------------------- | --------------------- | --------------------- | --------------------- | --------------------- | --------------------- | --------------------- | --------------------- | --------------------- | --------------------- | --------------------- | --------------------- |
| С                                                                                     | Л                     | Б                     | К                     | Т                     | Ч                     | Л                     | С                     | В                     | Ж                     | Л                     | Г                     |
| 9 27 18                                                                               | 9 31 19               | 12 36 20              | 6 39 23               | 17 36 24              | 4 32 22               | 1 29 21               | 1 30 21               | 1 33 21               | 73 34 21              | 13 29 20              | 19 27 18              |
| Середня макс. і мін. температури повітря (°C) Атмосферні опади (мм), за рік : 165 мм. |                       |                       |                       |                       |                       |                       |                       |                       |                       |                       |                       |

## Економіка
Населення міста переважно займається рибальством. Останнім часом у містечку почав розвиватися туризм.

## Світлини

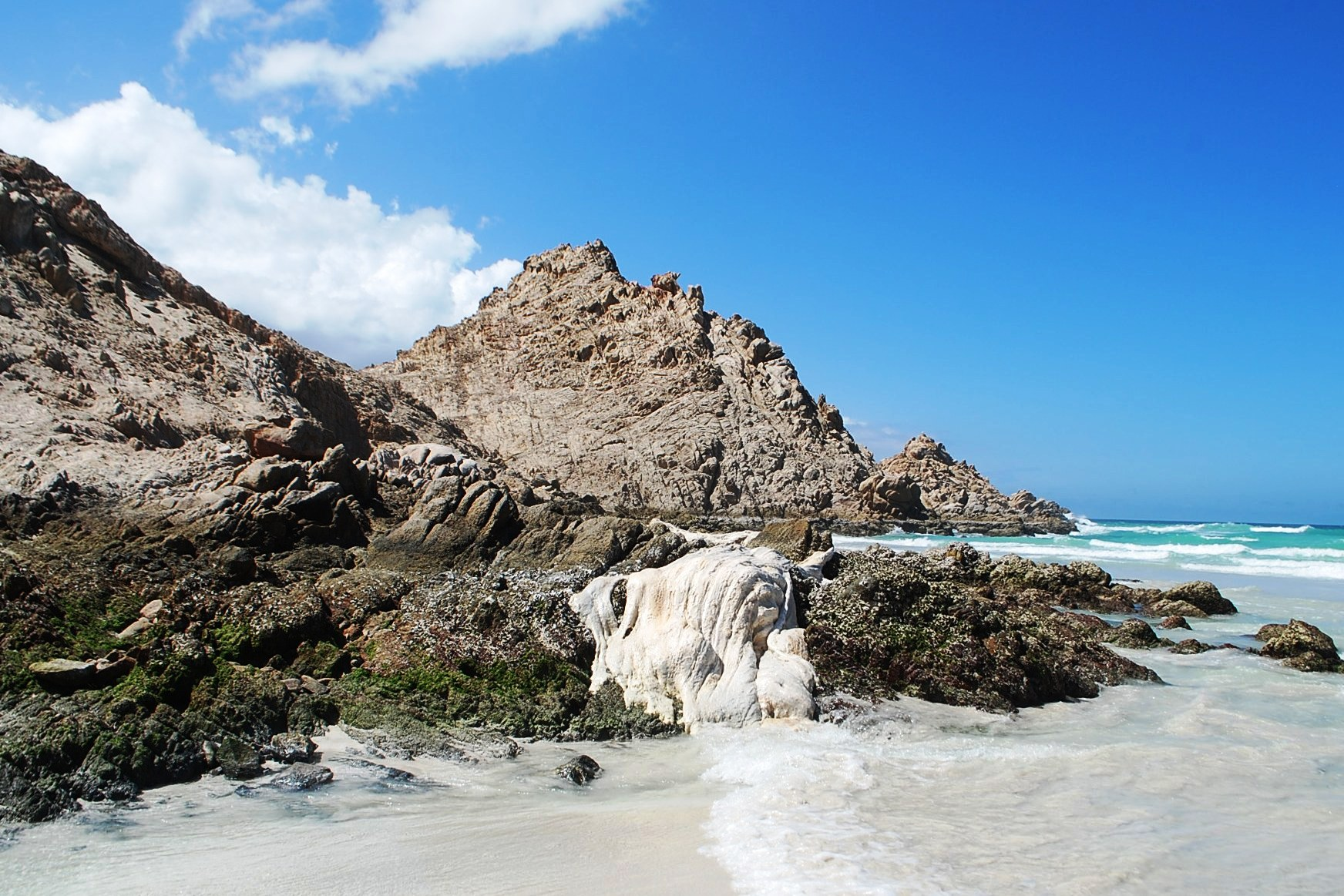
Лагуна Детва
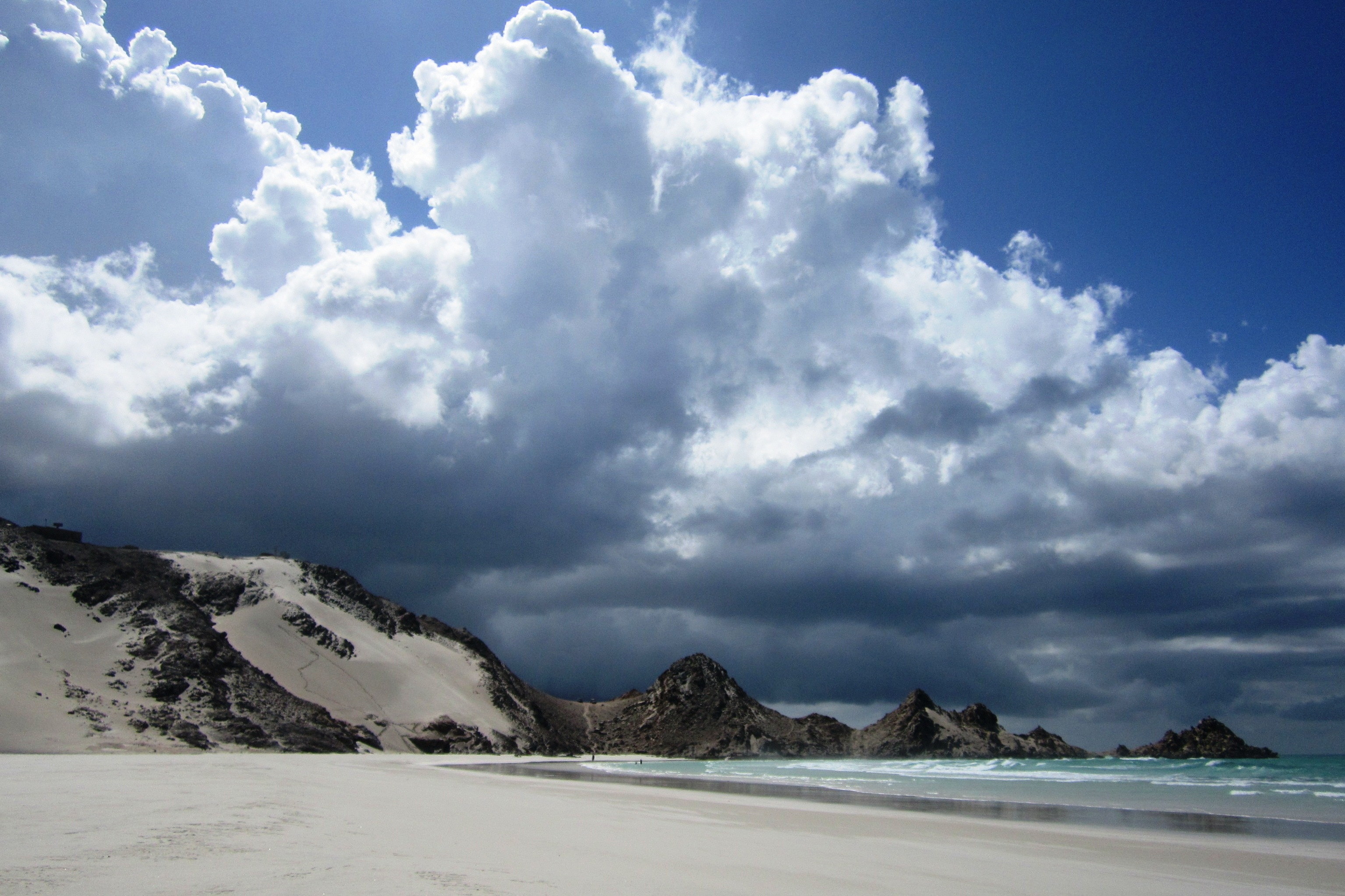
Лагуна Детва
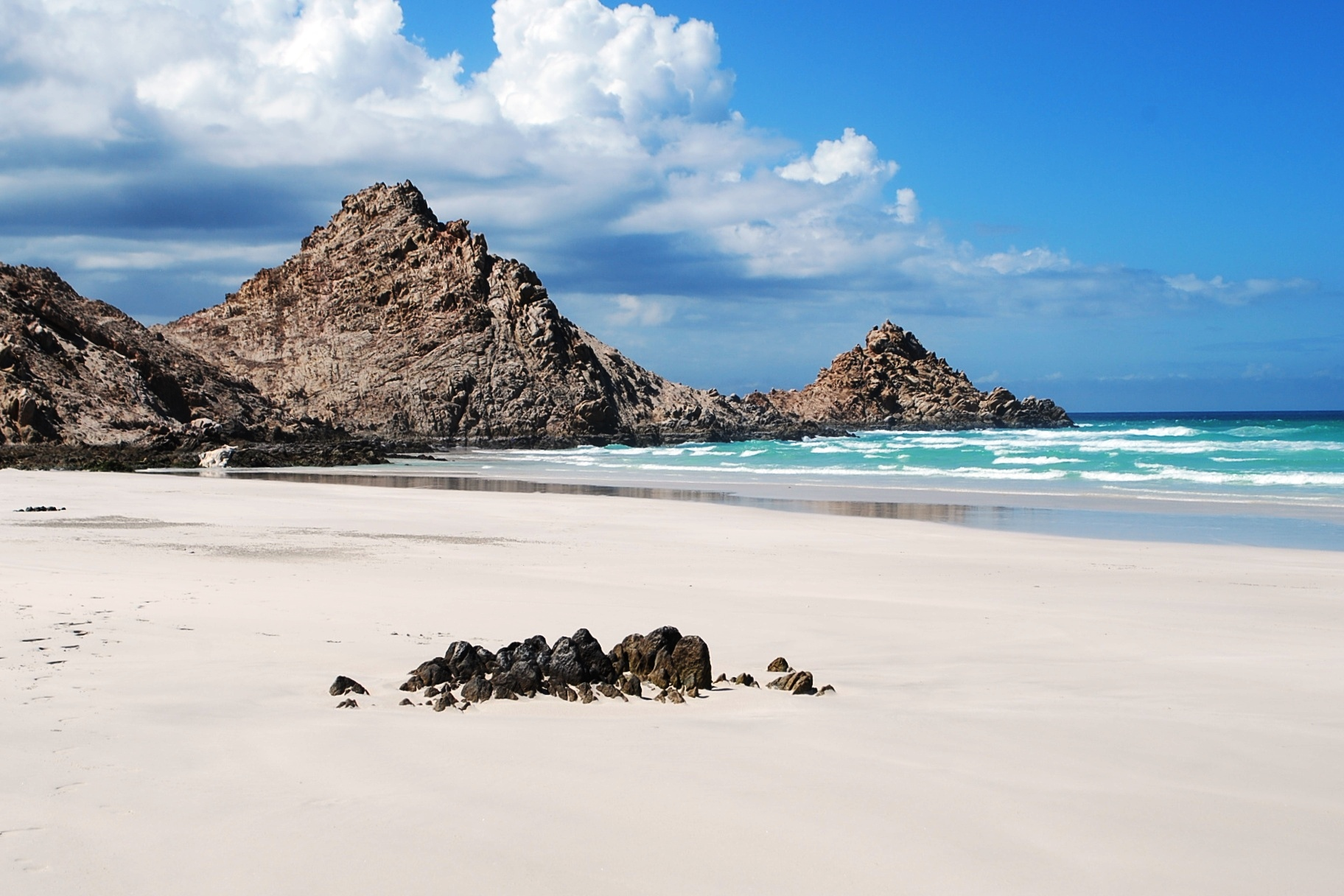
Лагуна Детва
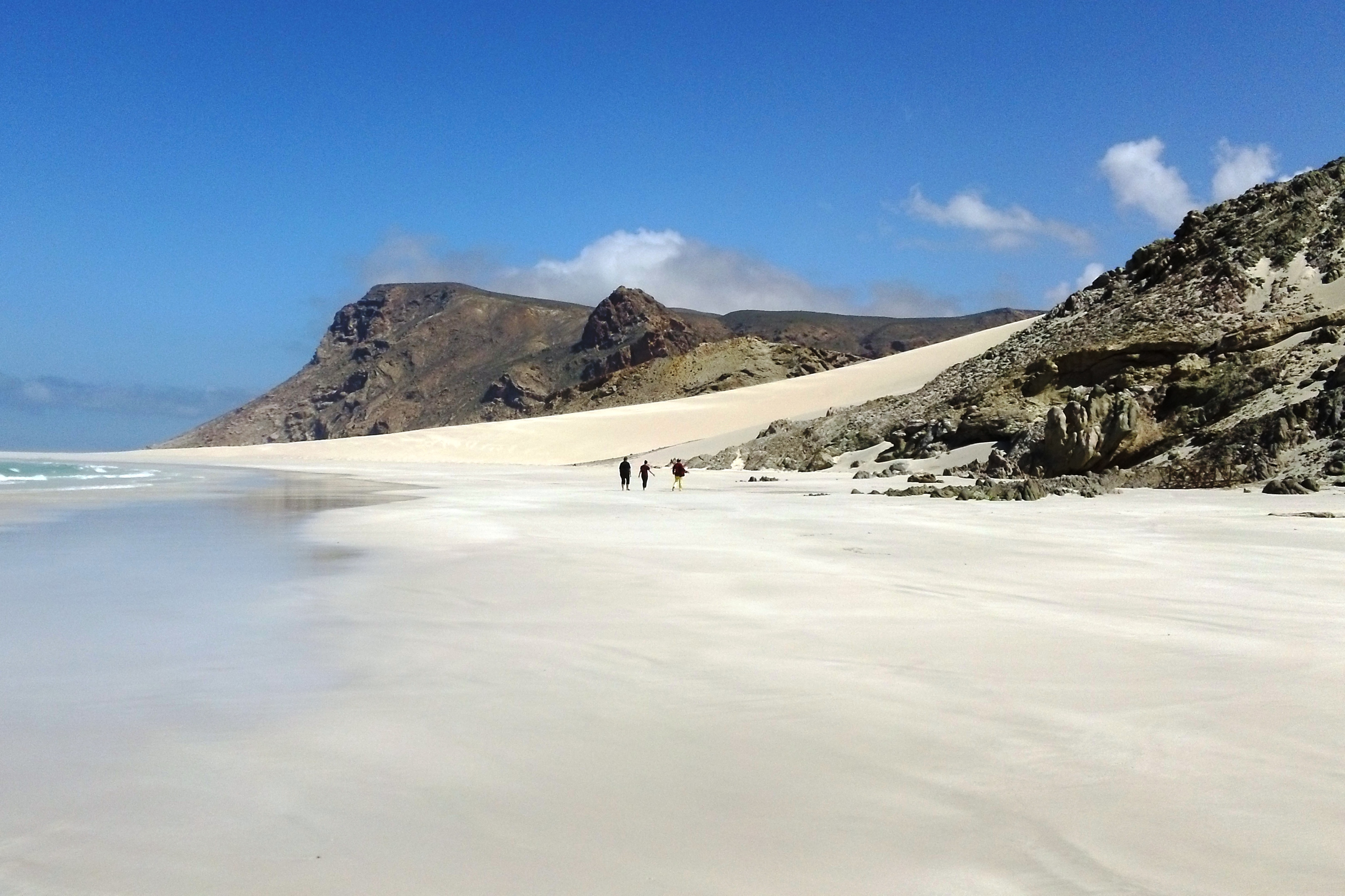
Лагуна Детва
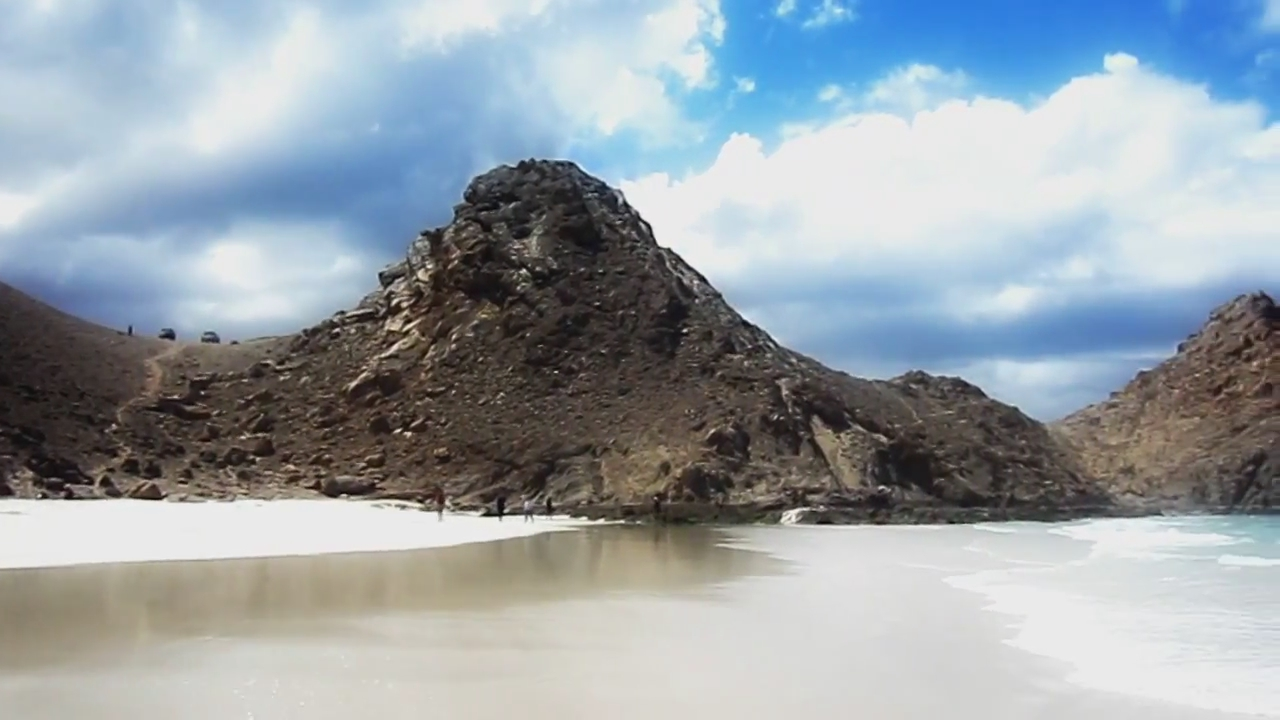
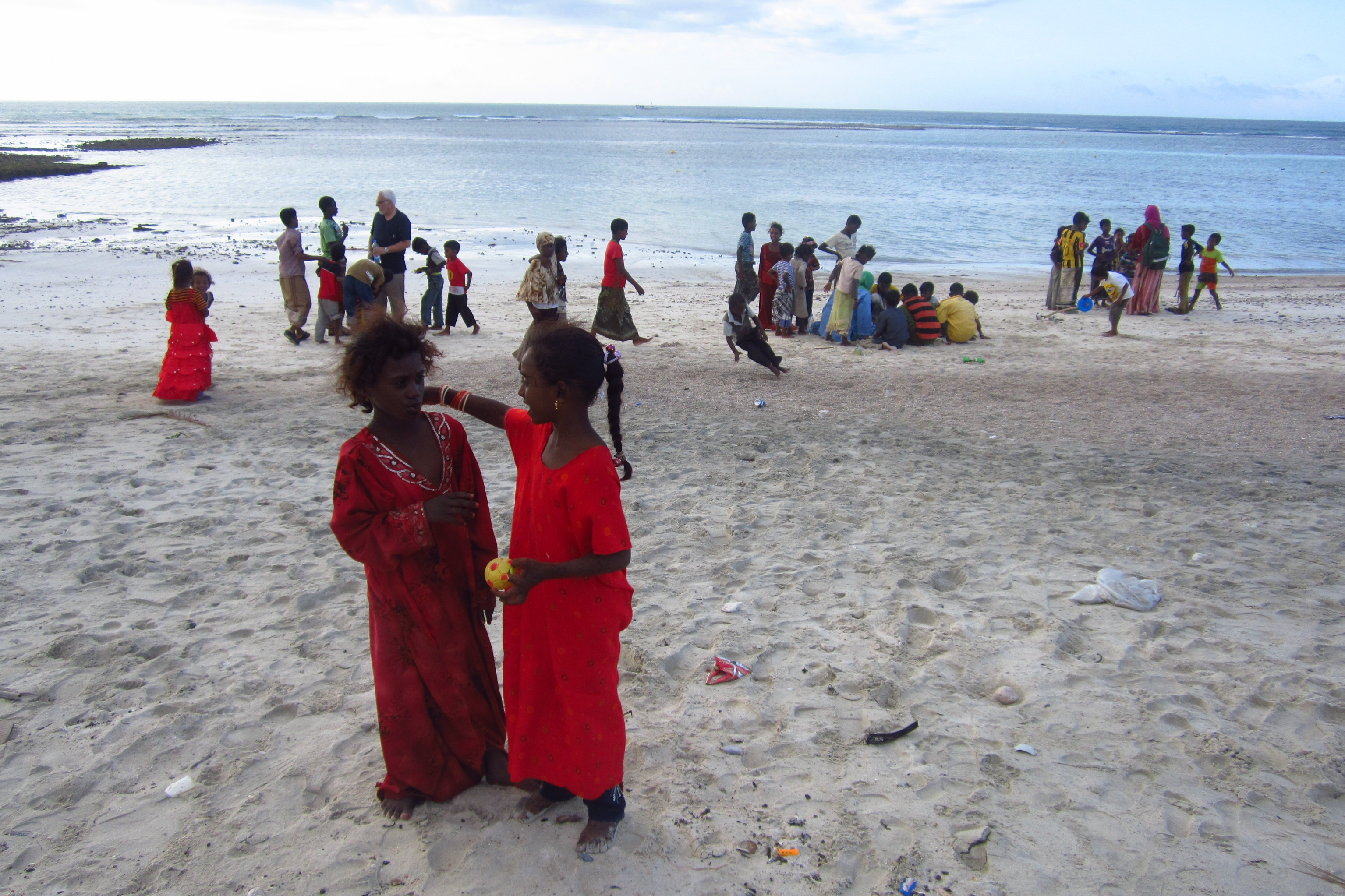
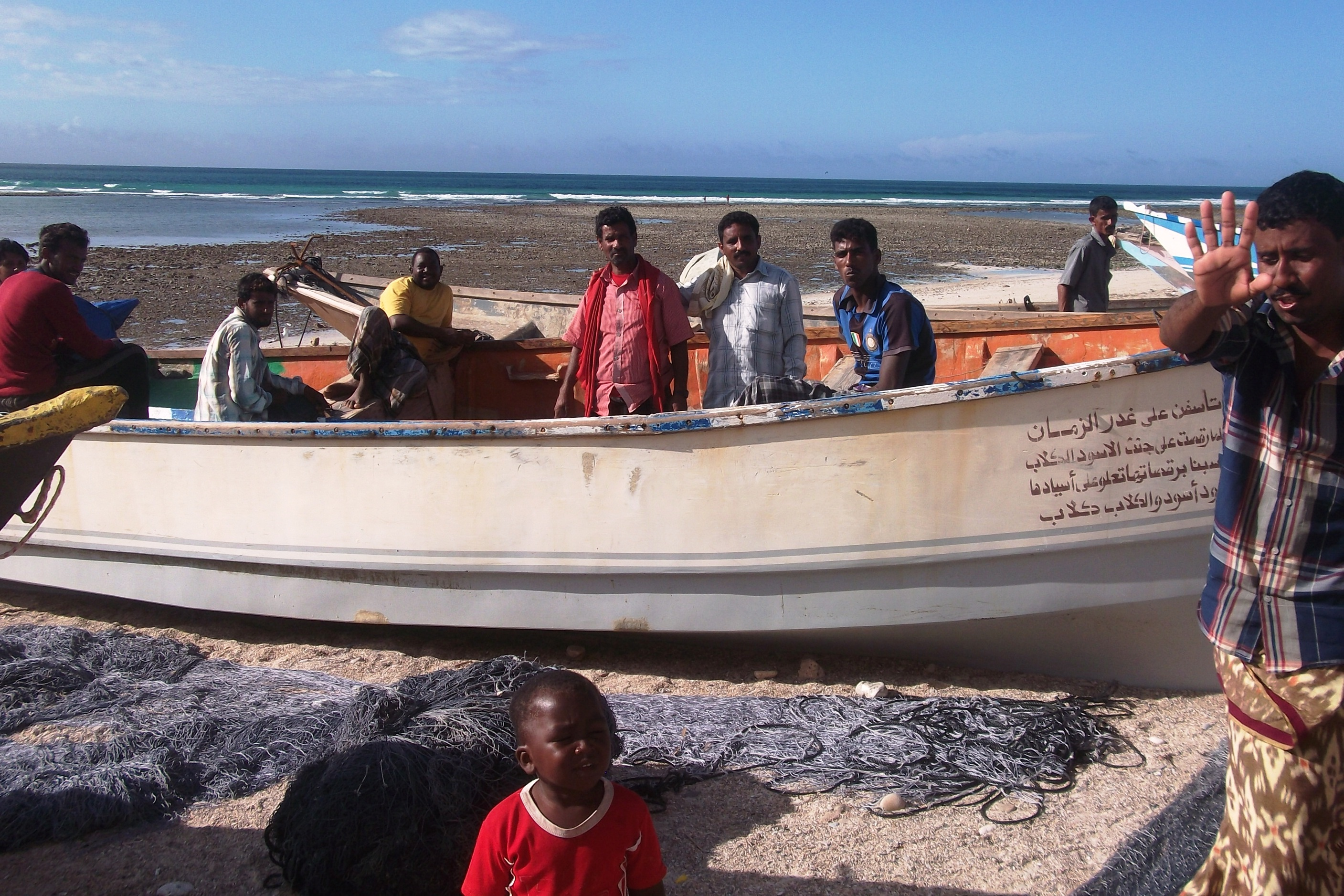